# Campeonato Europeo de Patinaje Artístico sobre Hielo de 2022
El CXIII Campeonato Europeo de Patinaje Artístico sobre Hielo se celebró en Tallin (Estonia) del 11 al 15 de enero de 2022 bajo la organización de la Unión Internacional de Patinaje sobre Hielo (ISU) y la Federación Estonia de Patinaje sobre Hielo.
Las competiciones se realizaron en el Estadio de Hielo Tondiraba de la capital estonia. 

## Calendario
- Hora local de Estonia (UTC+2).

| Programa corto | Programa libre |

| Fecha       | Hora        | Evento            |
| ----------- | ----------- | ----------------- |
| 12 de enero | 11:50–16:55 | Masculino         |
| 12 de enero | 18:45–22:30 | Parejas           |
| 13 de enero | 11:15–16:55 | Femenino          |
| 13 de enero | 19:00–21:55 | Parejas           |
| 14 de enero | 12:00–16:55 | Danza sobre hielo |
| 14 de enero | 18:00–21:55 | Masculino         |
| 15 de enero | 13:35–16:55 | Danza sobre hielo |
| 15 de enero | 18:30–22:25 | Femenino          |

## Resultados

### Masculino
| Puesto | Nombre           | País    | Puntos |
| ------ | ---------------- | ------- | ------ |
| Oro    | Mark Kondratiuk  | Rusia   | 286,56 |
| Plata  | Daniel Grassl    | Italia  | 274,48 |
| Bronce | Deniss Vasiļjevs | Letonia | 272,08 |

### Femenino
| Puesto | Nombre            | País    | Puntos |
| ------ | ----------------- | ------- | ------ |
| Oro    | Anna Shcherbakova | Rusia   | 237,42 |
| Plata  | Alexandra Trusova | Rusia   | 234,39 |
| Bronce | Loena Hendrickx   | Bélgica | 207,97 |

1. ↑  La ganadora de la prueba, la rusa Kamila Valíyeva, fue descalificada por dopaje.[2]

### Parejas
| Puesto | Nombre                                 | País  | Puntos |
| ------ | -------------------------------------- | ----- | ------ |
| Oro    | Anastasiya Mishina / Alexandr Galiamov | Rusia | 239,82 |
| Plata  | Yevgueniya Tarasova / Vladimir Morozov | Rusia | 236,43 |
| Bronce | Alexandra Boikova / Dmitri Kozlovski   | Rusia | 227,23 |

### Danza sobre hielo
| Puesto | Nombre                                  | País   | Puntos |
| ------ | --------------------------------------- | ------ | ------ |
| Oro    | Viktoriya Sinitsina / Nikita Katsalapov | Rusia  | 217,96 |
| Plata  | Alexandra Stepanova / Ivan Bukin        | Rusia  | 213,20 |
| Bronce | Charlène Guignard / Marco Fabbri        | Italia | 207,97 |

## Medallero
| Núm. | País    | Oro | Plata | Bronce | Total |
| ---- | ------- | --- | ----- | ------ | ----- |
| 1    | Rusia   | 4   | 3     | 1      | 8     |
| 2    | Italia  | 0   | 1     | 1      | 2     |
| 3    | Bélgica | 0   | 0     | 1      | 1     |
| 3    | Letonia | 0   | 0     | 1      | 1     |
|      | TOTAL   | 4   | 4     | 4      | 12    |